# Улица Максима Горького (Сестрорецк)
Улица Макси́ма Го́рького — улица в городе Сестрорецке Курортного района Санкт-Петербурга. Проходит от набережной реки Сестры до Морской улицы. Участок от улицы Андреева у платформы Курорт до улицы Андреева у Верхнего парка отсутствует. На востоке продолжается набережной реки Сестры.

## История
Первоначальное название — Авена́риусская улица. Оно известно с 1898 года. Дано в честь основателя санатория «Сестрорецкий курорт» и строителя Сестрорецкой железнодорожной линии П. А. Авенариуса. Изначально улица проходила от набережной реки Сестры до Ермоловского проспекта.
В 1930-х годах Авенариусскую переименовали в улицу Максима Горького в честь писателя Максима Горького, проходившего лечение в санатории «Сестрорецкий курорт» в 1904 году. Тогда же к улице присоединили участок от Ермоловского проспекта до Морской улицы.
Вся трасса улицы Максима Горького проходит вдоль Сестрорецкой железнодорожной линии, поэтому она имеет извилистую форму. На участке между улицами Андреева и Оранжерейной северную сторону занимает Верхний парк.

## Застройка

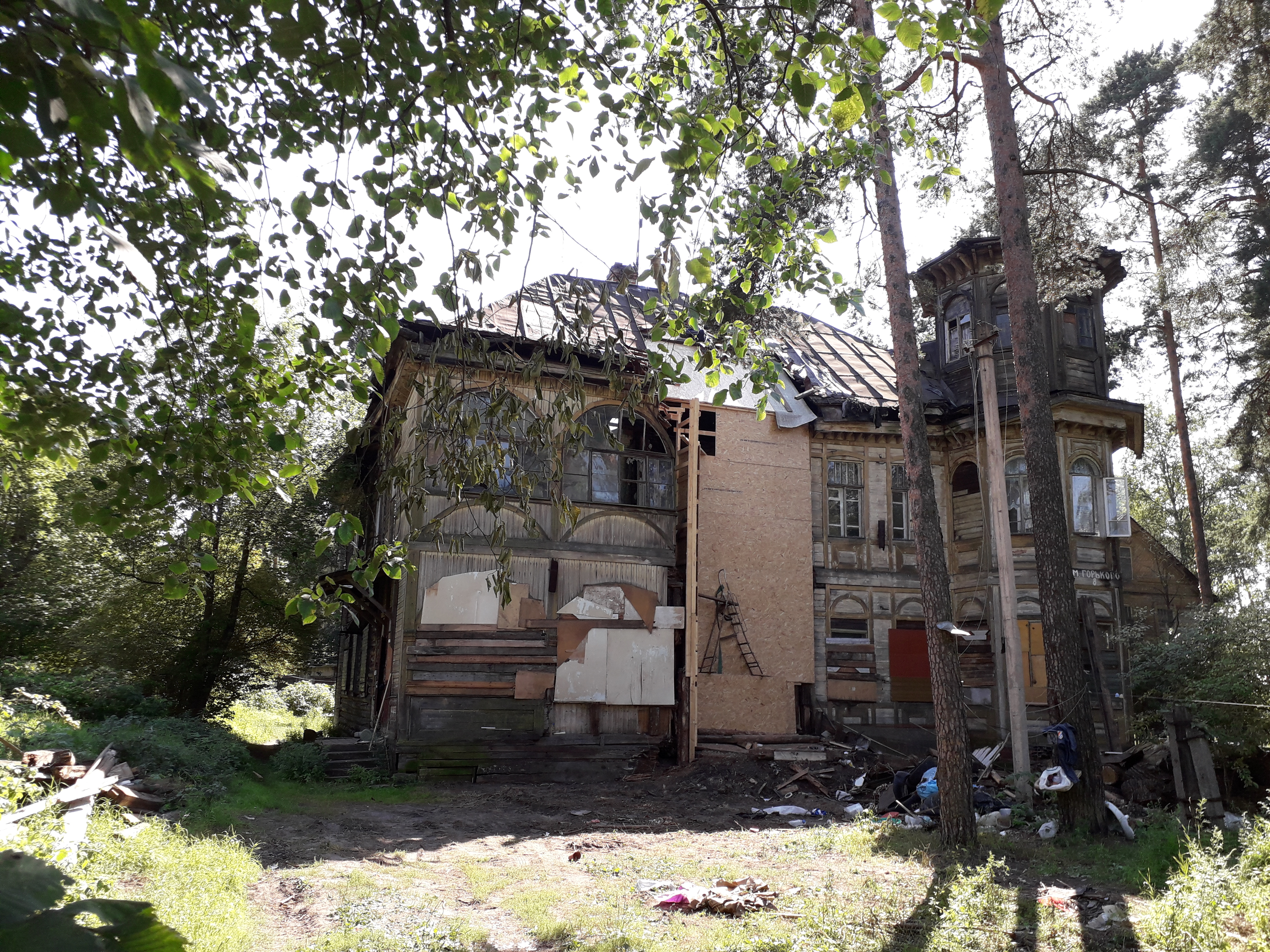
Дача Кочкина

- Дом № 2 — здание лечебного корпуса Сестрорецкого курорта. Совместно с Парадной аркой, расположенной на входе в санаторий, включено в список выявленных объектов культурного наследия. Лечебный корпус построен предположительно в 1898 1900 годах по проекту архитектора Владимира Пясецкого в стиле эклектики. Парадная арка возведена в 1957 году по проекту архитектора Валериана Кирхоглани, образец позднего сталинского ампира.
- Дом № 8 — дача коллежского секретаря Николая Михайловича Кочкина  781510343950005 (нач. XX в.)[2]. В советское время дача была в ведении санатория «Сестрорецкий курорт». В 2020 году здание включили в городскую программу «Рубль за метр» и выставили на аукцион. Новый владелец получил дом в аренду сроком на 49 лет с обязательством провести реставрацию и восстановить исторический облик[3]. В 2019-м году была проведена серия срочных противоаварийных и консервационных работ, однако полноценная реконструкция так и не началась — отмечается, что проектную документацию по ним неоднократно отклонял КГИОП[4]. Договор был расторгнут, 15 января 2025 года дачу вновь выставили на аукцион, новый арендатор ООО «Белла Терра» должен восстановить здание в течение 7 лет[5].
- Дом № 20 — дача Я. М. Гольденова (1908; объект культурного наследия регионального значения[6]). В конце 2000-х здание стояло заброшенным, в 2009 году пострадало от серьёзного пожара, в 2011 году было снесено. Хотя снос был незаконным, уголовное дело по данному факту не возбудили[7].

## Перекрёстки
- Уральский переулок
- Безымянное продолжение улицы Григорьева
- Оранжерейная улица
- Речной переулок
- Ермоловский проспект